# Po di Gnocca
Il Po di Gnocca, noto anche come Po della Donzella, è uno dei rami attivi del fiume Po che, assieme agli altri, forma il suo delta.

## Origine del nome
Po di Gnocca deriva il suo nome dalla piccola località di Gnocca, posta sulla sponda sinistra, a nord, del suo corso e Po della Donzella dall'omonima isola. Gnocca è una frazione del comune sparso di Porto Tolle.

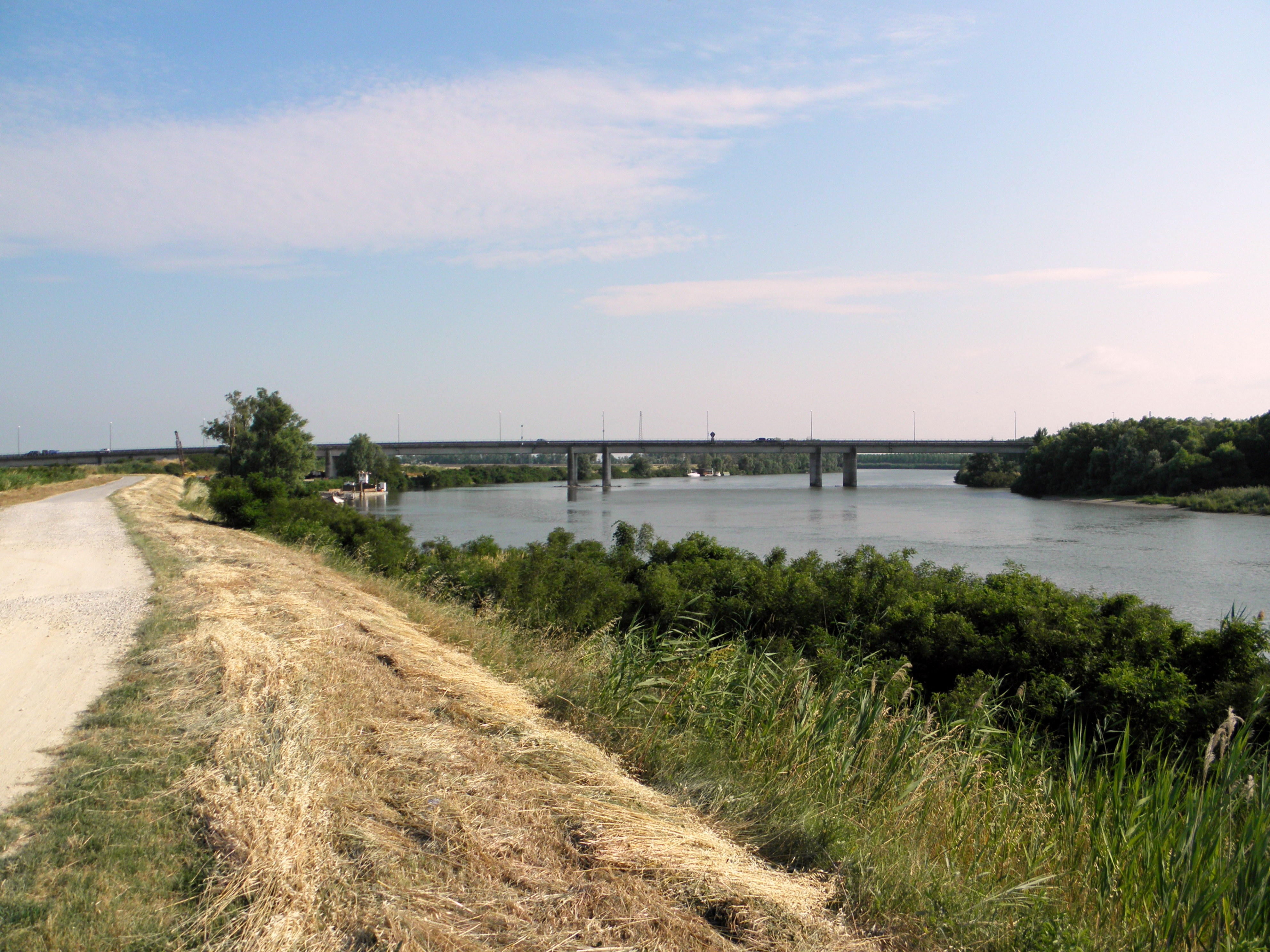
Ponte sul Po di Gnocca, vicino al punto nel quale si forma questo ramo dal Po di Venezia.

## Descrizione
Questo ramo, con gli altri, nel suo percorso forma il Delta del Po che costituisce un ambiente di importanza naturalistica riconosciuta a livello internazionale.
Si forma leggermente a ovest di Porto Tolle dal Po di Venezia. Questo poi prosegue, col nome di Po delle Tolle e, con questo ramo, forma l'isola della Donzella, la seconda per estensione tra le isole del delta.
Geograficamente separa tra loro i due comuni rodigini di Porto Tolle, più ad est comprendente la punta estrema del delta e Taglio di Po, più ad ovest.

## Area naturalistica
Tutto il delta è un ambiente di grande valenza sul piano naturalistico e la foce del Po di Gnocca, in particolare, è una delle aree rimaste più integre nella parte a meridione del ramo principale del Po.